# Mariano Azuela
Mariano Azuela (1er janvier 1873 - 1er mars 1952) était un écrivain et médecin mexicain, connu pour ses fictions basées sur la révolution mexicaine de 1910. Il écrivit des nouvelles, pièces de théâtre et des critiques littéraires.

## Œuvre
Cette liste n'est pas exhaustive
- María Luisa (1907)
- Los fracasados (1908)
- Mala yerba (1909)
- Andrés Pérez, maderista (1911).
- Los de abajo (1915)
- La malhora (1923)
- El desquite (1925')
- La luciérnaga (1932,)
- Cien años de novelas mexicanas (1947)
- Sendas perdidas (1949 )
- La maldición (1955, posthume)
- Esa sangre (1956, posthume)

## Traductions françaises
- Ceux d'en bas, traduit de l'espagnol (Mexique) par Jeanne et Joaquin Maurin, préface de Valéry Larbaud, Arles, Les fondeurs de brique, 2007.
- Ceux d'en bas, traduit de l'espagnol (Mexique) par Albert Bensoussan, préface de Valéry Larbaud, Paris, L'herne, 2009.